# Arnošt Hložek
Arnošt Hložek (11. prosince 1929, Bratislava – 19. prosince 2013) byl slovenský fotbalový trenér a fotbalista.

## Fotbalová kariéra
V československé lize hrál za ŠK Slovan Bratislava a ČH Bratislava. Nastoupil ve 143 ligových utkáních. Získal čtyři mistrovské tituly.

## Ligová bilance
| Ročník                                     | Zápasy | Góly | Klub                |
| ------------------------------------------ | ------ | ---- | ------------------- |
| Celostátní československé mistrovství 1949 | -      | 0    | Sokol NV Bratislava |
| Celostátní československé mistrovství 1950 | -      | 0    | Sokol NV Bratislava |
| Mistrovství československé republiky 1951  | -      | 0    | Sokol NV Bratislava |
| Mistrovství československé republiky 1952  | -      | 0    | NV Bratislava       |
| Přebor československé republiky 1953       | -      | 0    | ČH Bratislava       |
| Přebor československé republiky 1954       | -      | 0    | ČH Bratislava       |
| Přebor československé republiky 1955       | -      | 0    | ČH Bratislava       |
| 1. československá fotbalová liga 1956      | 2      | 0    | ČH Bratislava       |
| 1. československá fotbalová liga 1957/58   | 11     | 0    | ČH Bratislava       |
| 1. československá fotbalová liga 1958/59   | 26     | 0    | ČH Bratislava       |
| 1. československá fotbalová liga 1959/60   | 18     | 0    | ČH Bratislava       |
| 1. československá fotbalová liga 1960/61   | 2      | 0    | ČH Bratislava       |
| 1. československá liga CELKEM              | 143    | 0    |                     |

## Trenérská kariéra
Trénoval Inter Bratislava, Duklu Banská Bystrica, ZVL Žilina, v Rakousku First Vienna a Rapid Vídeň, Spartu Praha, Jednotu Trenčín a v Rakousku Wiener Sport-Club, LASK Linz a SC Zwettl.